# Белостокская область (Белорусская ССР)
Белосто́кская о́бласть (бел. Беластоцкая вобласць) — административная единица на территории Белорусской ССР, созданная 4 декабря 1939 года после включения Западной Белоруссии в состав БССР. Административный центр — город Белосток.

## История
Белостокская область была образована Указом Президиума Верховного Совета СССР от 4 декабря 1939 года на территории 9 поветов бывшего Белостокского воеводства Польши после присоединения Западной Белоруссии к БССР. 4 апреля 1940 года Верховный Совет СССР утвердил создание Белостокской области. Располагалась на западе БССР. 25 ноября 1940 года город Друскеники с окрестностями был передан Литовской ССР.
2 декабря 1939 года была создана Белостокская железная дорога.
10 июля 1941 года местные польские жители согнали полторы тысячи евреев — женщин, стариков, детей, выживших в погромах, начавшихся после отступления Красной Армии из Белостокской области БССР, в овин и сожгли (см. Погром в Едвабне).
После нападения Германии на СССР на территории Белостокской области 22 июля 1941 года была создана немецкая гражданская администрация, которая заменила военные оккупационные власти. Специальный округ Белосток находился под немецким управлением до июля 1944 года, когда город был освобождён Красной Армией.
20 сентября 1944 года Указом Президиума Верховного Совета СССР Берестовицкий, Волковыский, Гродненский, Свислочский, Скидельский и Сопоцкинский районы области были переданы в состав Гродненской области, а город Белосток и ещё 17 районов переданы Польше, где снова образовали Белостокское воеводство. Белостокская область 20 сентября 1944 года была упразднена. Границы между Польшей и СССР были окончательно оформлены договором о государственной границе между Польшей и СССР от 16 августа 1945 года (ратифицирован в 1946 году).
В 1944—1946 годах и в 1956—1959 годах производился так называемый «обмен населением» между Польшей и Белорусской ССР (тогда же происходил обмен населением между Польшей и Украинской ССР, Польшей и Литовской ССР), который по большей части означал выезд части этнических поляков из Белорусской ССР в Польшу, а также выезд части этнических белорусов из Польши в Белорусскую ССР.

## Административное деление
Первоначально область делилась на поветы. В 1940 году вместо поветов были образованы 24 района:
- Августовский
- Белостокский
- Бельский
- Брянский
- Волковысский
- Граевский
- Гродненский
- Домбровский
- Едвабновский
- Заблудовский
- Замбровский
- Кольновский
- Крынковский
- Лапский
- Ломжинский
- Моньковский (в том же году переименован в Кнышинский)
- Поречский (в том же году упразднён)
- Свислочский
- Скидельский
- Снядовский
- Соколковский
- Сопоцкинский
- Цехановецкий
- Чижевский

## Национальный состав
По данным польской переписи 1931 года, на территории Белостокского воеводства проживало 1643,8 тыс. человек, из них 1182,3 тыс. родным языком указали польский (71,8%), 205,6 тыс. – белорусский (12,5%); римо-католиками себя назвали 1114,1 тыс. чел (68,8%), православными – 304,7 тыс. человек (18,3%). Сложные этнические процессы, размытое самосознание части жителей, а также несовпадение между языком, религией и национальностью давали представителям советской власти основание подозревать польскую администрацию в проведении здесь политики ополячивания, особенно в отношении белорусов-католиков и отчасти также евреев.
Область стала единственной в БССР (да и во всём СССР) где преобладали этнические не-восточные славяне (в данном случае, поляки), хотя их процентное преобладание заметно отличалось от Белостокского воеводства (по данным 1931 года) в составе Польши. Скорее всего, из-за того, что территории некоторых западных поветов Белостокского воеводства в границах до апреля 1939 г. оказались в составе земель, отошедших по пакту Молотова — Риббентропа к Германии. Эти территории были преимущественно населены поляками. Политика белорусизации в БССР также способствовала тому что значительно выросла доля белорусского населения. К ноябрю 1940 года по данным текущей статистики БССР число наличного населения составило 1309,4 тыс. человек, из них 795,7 тыс. (60,8 %) были поляками, 288,1 тыс. (22 %) – белорусами, 163,7 тыс. (12,5 %) – евреями, 61,7 тыс. (5,7 %) – прочими. При этом только в 6 районах из 24 белорусское население преобладало над польским, в Поречском же районе самой большой национальной группой были литовцы, а поляки и белорусы были представлены примерно в одинаковом количестве. В ноябре того же 1940 г. Поречский район был упразднен, так как часть его территории, населенной литовцами и поляками, была передана Литовской ССР.
В самом г. Белостоке по данным совещания секретаря ЦК КП(б)Б Грековой 13 октября 1939 года «79% населения считается польским», а это вызвало немалые проблемы при голосовании на выборах в местное собрание, так как антисоветские настроения в среде значительного количества поляков сохранялись, что выражалось в первую очередь в саботаже выборов, на которых значительная часть польского населения голосовала против всех (в Высоко-Мазовецком повете – 27,6 %, в Граевском – 25,2 %, в Ломжинском – 18 %, в Сокольском – 26,1 %, в Августовском – 36,8 %, в Белостокском – 22,5 %). Там, где преобладали белорусы, процент проголосовавших против всех был невысоким: в Бельском – 10,5 %, в Гродненском – 8 %, в Волковысском – 8,6 %.